# Antoine Bernard Bouhier
Pour les articles homonymes, voir Bouhier.
Antoine Bernard Bouhier de Lantenay est un magistrat français, né le 28 juin 1672 à Dijon et mort le 10 décembre 1746 dans la même ville.

## Biographie
Fils de Benoit Bernard Bouhier (1642-1682) et de Claude-Marie Gagne de Perrigny (1648-1724), il avait épousé Catherine Thierrat.
Président au Parlement de Bourgogne, il était l'un des cousins du célèbre jurisconsulte Jean Bouhier.
Son portrait a été peint par Hyacinthe Rigaud en 1713 contre 300 livres.
Il est inhumé au musée Rude à Dijon.